# Kråkbodstjärnen
Kråkbodstjärnen är en sjö i Älvdalens kommun i Dalarna och ingår i Dalälvens huvudavrinningsområde. Sjön har en area på 0,0605 kvadratkilometer och ligger 359,7 meter över havet. Sjön avvattnas av vattendraget Blybergsån.

## Delavrinningsområde
Kråkbodstjärnen ingår i det delavrinningsområde (677912-141471) som SMHI kallar för Mynnar i Spjutmosjön. Medelhöjden är 358 meter över havet och ytan är 23,55 kvadratkilometer. Det finns inga avrinningsområden uppströms utan avrinningsområdet är högsta punkten. Blybergsån som avvattnar avrinningsområdet har biflödesordning 2, vilket innebär att vattnet flödar genom totalt 2 vattendrag innan det når havet efter 340 kilometer. Avrinningsområdet består mestadels av skog (78 procent) och sankmarker (11 procent). Avrinningsområdet har 0,36 kvadratkilometer vattenytor vilket ger det en sjöprocent på 1,5 procent. Bebyggelsen i området täcker en yta av 0,39 kvadratkilometer eller 2 procent av avrinningsområdet.